# 国家テロ対策センター
国家テロ対策センター（こっかテロたいさくセンター、英: National Counterterrorism Center；略語NCTC）は、9/11委員会（9/11 Commission）の勧告に従い2004年にジョージ・ブッシュ大統領が創設したアメリカのテロ対策機関。以前のテロリスト脅威情報センター（Terrorist Threat Information Center；略称TTIC）の後継機関である。

## 概要
合衆国の対テロ機関の筆頭機関として、テロ情報の分析、対テロ活動の計画、作戦支援を行う。センター長は、国家情報長官に従属する。センター本部は、バージニア州タイソンズ・コーナー（Tysons Corner, Virginia）に位置し、ここには、CIA対テロ・センターと国防総省の統合情報タスクフォース－カウンターテロリズム（Joint Intelligence Task Force-Counterterrorism）も存在している。同センターは、60人の職員で発足したが、300人まで増員された。
センターでは、以下の官庁の職員が勤務する。
- 国土安全保障省
- FBI対テロ局
- CIA対テロ・センター
- 国防総省
- 司法省国家安全保障局

## 国際協力
2004年6月、アメリカ、イギリス及びオーストラリアは、全世界的な対テロ・ネットワークの創設について発表した。ネットワークの任務は、全世界における「アル-カイダ」及びその同盟集団の行為の防止である。当初、ネットワークには、アメリカのTTIC（現NCTC）、イギリスの統合テロリズム分析センター（Joint Terrorism Analysis Centre；略称JTAC；2003年6月創設）及びオーストラリアの国家脅威評価センター（National Threat Assessment Centre；略称NTAC；2003年10月創設）が入った。
しかしながら間もなく、ニュージーランドとカナダにも拡大された。2004年10月、カナダで統合脅威評価センター（Integrated Threat Assessment Centre；略称ITAC）が、2004年12月、ニュージーランドで統合脅威評価グループ（Combined Threat Assessment Group；略称CTAG）が創設された。
以上5カ国は、エシュロンのUKUSA同盟と完全に一致することは刮目に価する。

## 歴代センター長
- 2004年12月 - 2005年6月：ジョン・オーウェン・ブレナン：前TTIC長
- 2005年6月 - 2007年11月：ジョン・レッド（John Scott Redd）中将：前統合参謀本部戦略計画局長
- 2007年11月 - 2011年7月：マイケル・ライター（Michael Leiter）
- 2011年8月 - 2014年7月：マシュー・オルセン（Matthew G. Olsen）
- 2014年12月 - 2017年12月：ニコラス・ラスムッセン（Nicholas J. Rasmussen）
- 2018年12月 - 2019年8月：ジョセフ・マグワイア（Joseph Maguire）中将：元海軍特殊戦コマンド司令官
- 2020年8月 - 2020年11月：クリストファー・ C・ミラー
- 2021年6月 - 2024年7月：クリスティン・アビゼイド（Christine Abizaid）